# Обсада на Хихон
Обсадата на Хихон е една от първите битки от Гражданската война в Испания, където анархистката милиция смазва малък националистически гарнизон в Хихон между 19 юли и 16 август 1936 г. 
Милицията, биеща се в защита на Републиката, обсажда казармата Симанкас в град Хихон. Срещу тях са около 180 войници и офицери от гражданската гвардия, които се надигат в подкрепа на бунта на генерал Франко и заемат страната на бунтовниците. Битката е забележителна със своята жестокост и упоритостта на обсадените.

## Обсадата
Битката е белязана от непоклатимата съпротива на Пиниля и от почти пълната липса на оръжия – с изключение на динамит. Докато не осигурят падането на Хихон, републиканците не могат да концентрират пълния си потенциал в обсадата си срещу националистите в Овиедо.
Защитниците скоро остават без вода и полудяват от жажда. Пиниля отказва да се предаде, вярвайки, според изкривените доклади на националистическата пропаганда, че доброто за тях предстои. Както при едновременната обсада на Алказар в Толедо, анархистите отвличат сина на Пиниля и заплашват да го убият, ако защитниците откажат да се предадат. Подобно на колегата си Хосе Москардо Итуарте, Пиниля е непоколебим.
В средата на август миньорите нахлуват в казармите, хвърляйки динамит. Казармите изгарят и националистическата отбрана се пропуква. Вместо да се предаде, Пиниля изпраща радиосъобщение до Almirante Cervera, нареждайки му да открие огън по позицията му, заповедта е спазена и последните защитници на казармите в Симанкас умират в пламъците.